# Hästmyrtjärnen, Västerbotten
Hästmyrtjärnen är en sjö i Skellefteå kommun i Västerbotten och ingår i Byskeälvens huvudavrinningsområde.